# اندیس آنومالی سهرین
آنومالی سهرین یک اندیس چندفلزی است که در حوالی شهر زنجان استان زنجان قرار دارد و مادهٔ معدنی موجود در آن، طلا است.  در این اندیس، پاراژنز‌های ولفنیت، منیتیت، گالن و طلا یافت می‌شوند.